# Н
Н, Нн (en) – 15. litera podstawowej cyrylicy, oznaczająca spółgłoskę [n]. Pochodzi wprost od greckiej litery Ν i początkowo miała taki sam kształt, jednakże z biegiem czasu środkowa poprzeczka zmieniła swoją pozycję do poziomej.
W niektórych językach może oznaczać spółgłoskę palatalną [ɲ]:
- w bułgarskim – przed И, Ь, Ю, Я,
- w rosyjskim i białoruskim – przed Е, Ё, ros. И, błr. І, Ь, Ю, Я,
- w ukraińskim – przed Є, І, Ь, Ю, Я.

W języku serbskim do oznaczenia głoski miękkiej używa się osobnej litery utworzonej na bazie Н – Њ.

## Kodowanie
| Znak                   | Н                          | Н                          | н                        | н                        |
| ---------------------- | -------------------------- | -------------------------- | ------------------------ | ------------------------ |
| Nazwa w Unikodzie      | Cyrillic Capital Letter En | Cyrillic Capital Letter En | Cyrillic Small Letter En | Cyrillic Small Letter En |
| Kodowanie              | dziesiątkowo               | szesnastkowo               | dziesiątkowo             | szesnastkowo             |
| Unicode                | 1053                       | U+041D                     | 1085                     | U+043D                   |
| UTF-8                  | 208 157                    | d0 9d                      | 208 189                  | d0 bd                    |
| Odwołania znakowe SGML | &#1053;                    | &#x041D;                   | &#1085;                  | &#x043D;                 |
| Macintosh Cyrillic     | 141                        | 8D                         | 237                      | ED                       |
| ISO 8859-5             | 189                        | BD                         | 221                      | DD                       |
| Windows-1251           | 205                        | CD                         | 237                      | ED                       |
| Code page 866          | 141                        | 8D                         | 173                      | AD                       |
| Code page 855          | 213                        | D5                         | 212                      | D4                       |
| KOI8-R i KOI8-U        | 238                        | EE                         | 206                      | CE                       |